# レクサンド
レクサンド（スウェーデン語: Leksands kommun [ˈlɛ̂kːsand] ( 音声ファイル)）は、スウェーデン中部のダーラナ県にある自治体。

## 概要
北欧の豊かな文化が残っている。中小企業のオフィスが集中する。

## 姉妹都市
- 当別町（日本）
- リレハンメル（ノルウェー）
- オンタリオ州（カナダ）
- ミネソタ州（アメリカ合衆国）
- ヘルスホルム（デンマーク語版、英語版）（デンマーク）
- カルクシ・ヌイア（エストニア語版、英語版）（エストニア）
- オウライネン（フィンランド語版、英語版）（フィンランド）